# Уиннипесоки (озеро)
Уиннипесо́ки (англ. Winnipesaukee) — крупнейшее озеро штата Нью-Гэмпшир, США.

## Общие сведения
Размеры озера составляют около 34 км в длину и 1,6-15 км в ширину. Площадь водной поверхности — 180 км², максимальная глубина — 64,6 м.
На озере находится 253 острова, половина из которых имеют площадь менее 1 км². Высота Уиннипесоки над уровнем моря составляет 153 м. Из озера берёт начало одноимённая река, при этом сток из озера регулируется Лейкпортской дамбой.

## Некоторые особенности
Уиннипесоки является одним из популярнейших мест отдыха для жителей Бостона и Нью-Йорка. Индейцы за красоту этих мест дали озеру такие имена как «Улыбка великого духа» и «Красивая вода на высоком месте». Из зарубежных высоких гостей стоит отметить президента Франции Николя Саркози, который отдыхал на озере в 2007 году.
В 1872 году на берегу озера в городке Мередит при рытье котлована для фундамента был обнаружен артефакт, так называемый, Мередитский камень, являющийся одной из местных достопримечательностей.

### Веб-камеры
- Камера на острове Раттлснейк. www.rattlesnakecam.com. Дата обращения: 26 декабря 2019.
- BearCam — Камера на Медвежьем острове. www.bearcam1.com. Дата обращения: 26 декабря 2019.
- Камера в заливе Алтон. www.winnipesaukeecam.com. Дата обращения: 26 декабря 2019.